# Никольский, Евгений Евгеньевич (физиолог)
Евге́ний Евге́ньевич Нико́льский (11 апреля 1947, Таллин, СССР — 14 июня 2018, Казань, Россия) — советский и российский физиолог. Академик Российской академии наук (2011, член-корреспондент с 2006), заслуженный деятель науки РФ и Республики Татарстан. Лауреат Государственной премии Республики Татарстан в области науки и техники (1995). Заместитель председателя Казанского научного центра РАН по научной работе.

## Биография
Родился в семье военного. В 1971 году окончил Казанский государственный медицинский институт по кафедре нормальной физиологии. В 1974 году защитил кандидатскую диссертацию на тему «Механизм мионеврального блока при непрямом низкочастотном раздражении скелетной мышцы и участие ацетилхолина в процессах саморегуляции в синапсе» и был оставлен преподавать на кафедре, а с 1983 года возглавил кафедру биомедицинской физики.
В 1990 году защитил в Институте эволюционной физиологии и биохимии имени И. М. Сеченова АН СССР докторскую диссертацию на тему «Пресинаптическая холинорецепция в нервно-мышечном синапсе».
Позднее перешёл на работу в Казанский институт биохимии и биофизики Казанского научного центра РАН, где заведовал лабораторией биофизики синаптических процессов.
Научные интересы лежали в области физиологии синаптических процессов, в том числе механизмов утомления скелетных мышц, а также организации доклинических испытаний лекарственных средств против болезни Альцгеймера.
Входил в редакционный совет журнала «Авиакосмическая и экологическая медицина».
Похоронен на Самосыровском кладбище в Казани.